# Gounti Yéna
Der Gounti Yéna (auch: Gountiyéna, Gountou Yéna, Gunti Yéna) ist ein Trockental in der Stadt Niamey in Niger.

## Verlauf
Der Gounti Yéna ist 16 Kilometer lang und hat ein Einzugsgebiet von 150 Quadratkilometern. Sein Ursprung liegt im ländlichen Gebiet des Arrondissements Niamey I. Im selben Arrondissement erreicht er das Stadtviertel Riyad und weist nunmehr einen Alluvialboden mit einem hohen Grundwasserspiegel auf, der keine Einsickerung ermöglicht. Nach Riyad verläuft der Gounti Yéna in Nord-Süd-Richtung durch mehrere Stadtviertel im Arrondissement Niamey II: Dar Es Salam, Tourakou, Boukoki III, Zongo und Kombo. Beim Hôtel Gawèye im Stadtzentrum mündet er in den Strom Niger.

## Charakteristik
Der Gounti Yéna, dessen Name etwa „Teich mit frischem Wasser“ bedeutet, gilt als das bedeutendste der zeitweise Wasser führenden Trockentäler am linken Niger-Ufer in Niamey. Er dient als natürlicher Sammelkanal für Niederschlagswasser und städtisches Schmutzwasser. Entlang des 4 Kilometer langen innerstädtischen Trockentals werden Obst und Gemüse angebaut. In der Zeit vor der Gründung der Stadt Niamey zu Beginn des 20. Jahrhunderts bildete der Gounti Yéna die natürliche Grenze zwischen den Feldern der beiden alten Zarma-Dörfer Gamkalley und Goudel. Während der französischen Kolonialzeit markierte er eine Zeit lang die Grenze zwischen den europäischen und den afrikanischen Wohnvierteln von Niamey.